# Myrmecaelurus andreinii
Myrmecaelurus andreinii is een insect uit de familie van de mierenleeuwen (Myrmeleontidae), die tot de orde netvleugeligen (Neuroptera) behoort. 
Myrmecaelurus andreinii is voor het eerst wetenschappelijk beschreven door Navás in 1914.